# La Passion suspendue
La Passion suspendue, sous-titré Entretiens avec Leopoldina della Torre, est un ouvrage de Marguerite Duras, publié à titre posthume en 2013 aux éditions du Seuil. Il s'agit d'un recueil d'entretiens initialement paru en 1989, en Italie, aux éditions La Tartaruga. L'éditeur italien ayant arrêté ses publications, l'ouvrage était resté inédit en France. Il est retrouvé par René de Ceccaty qui en assure la traduction et l'édition française.
L'ouvrage se compose d'une série d'entretiens, réalisés en 1987, entre Marguerite Duras et Leopoldina della Torre, journaliste italienne. Duras y évoque sa vie (son enfance, sa vie de femme, sa vie littéraire parisienne, les lieux qui ont marqué sa vie), son écriture, son cinéma, le théâtre, entre autres,,.